# Lövtryffel
Lövtryffel (Octaviania asterosperma) är en svampart som beskrevs av Vittad. 1831. Enligt Catalogue of Life ingår Lövtryffel i släktet Octaviania,  och familjen Boletaceae, men enligt Dyntaxa är tillhörigheten istället släktet Octavianina,  och familjen Octavianinaceae. Arten är reproducerande i Sverige. Inga underarter finns listade i Catalogue of Life.

## Källor

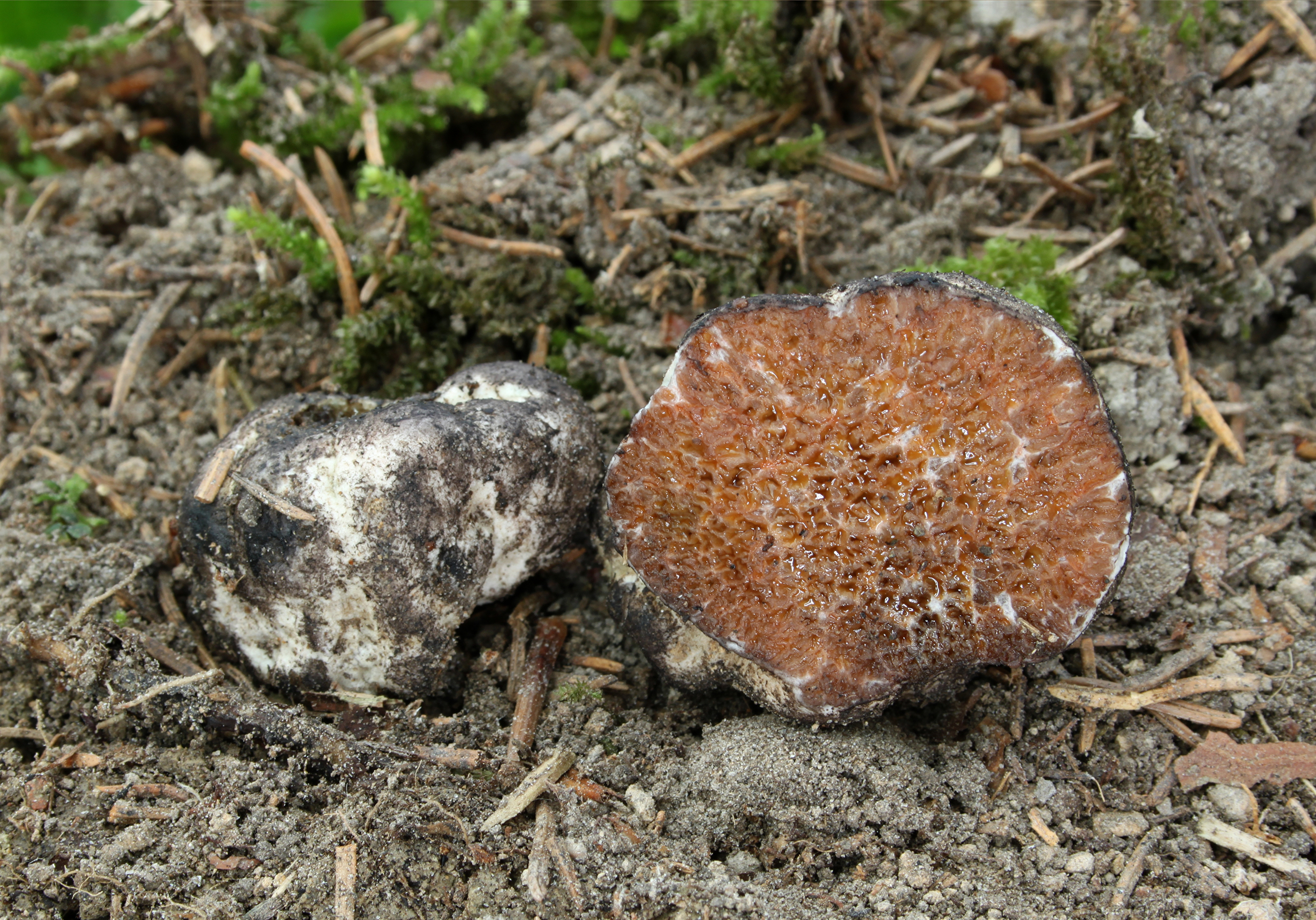